# Championnat d'Afrique masculin de basket-ball 2017
Cet article concerne la compétition masculine. Pour le tournoi féminin, voir Championnat d'Afrique féminin de basket-ball 2017.
Navigation
Tunisie 2015 Rwanda 2021
Le championnat d’Afrique de basket-ball masculin 2017, ou AfroBasket 2017, est la 29e édition du championnat d’Afrique de basket-ball, organisé par la FIBA Afrique.
Le tournoi a lieu à Radès en Tunisie et Dakar au Sénégal du 8 au 16 septembre 2017. La Tunisie accueille cette compétition pour la quatrième fois après 1965, 1987 et 2015, tout comme le Sénégal après 1972, 1978 et 1997.

## Organisation

### Pays hôtes
Le tournoi devait initialement se tenir au Congo, qui s'est désisté pour des raisons logistiques et financières. L'Angola a ensuite été envisagé, mais cette piste a été abandonnée en raison de la tenue d'élections à la même période.
C'est finalement la co-organisation entre le Sénégal et la Tunisie qui est retenue. Le Sénégal accueille la moitié des matchs de poule du premier tour, tandis que la Tunisie accueille l'autre moitié, ainsi que les matchs du tableau final.

### Salles

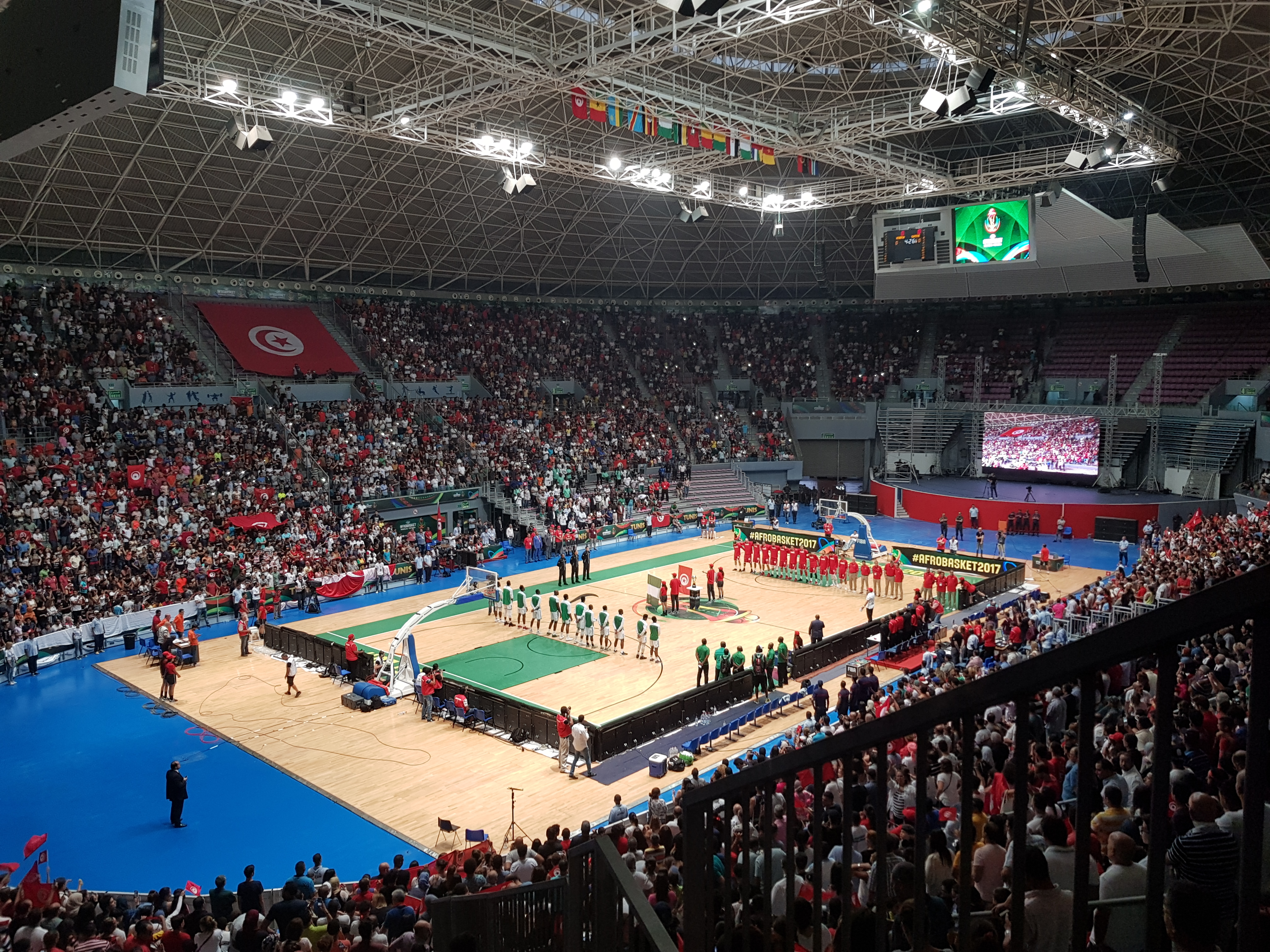
Match final à Radès.

Les matchs se déroulant en Tunisie sont organisés à la salle omnisports de Radès, qui avait déjà accueilli la compétition en 2015.
Les matchs se déroulant au Sénégal sont organisés au Stadium Marius-Ndiaye de Dakar. Pour l'occasion, le stadium subit des travaux de rénovation concernant sa toiture, son système de ventilation et d'aération, ses vestiaires et son parquet.

## Participants

### Équipes qualifiées
| Drapeau | Pays                             | Première participation | Meilleure performance                                              |
| ------- | -------------------------------- | ---------------------- | ------------------------------------------------------------------ |
|         | Afrique du Sud                   | 1997                   | 9e (1997, 2003)                                                    |
|         | Angola                           | 1980                   | (1989, 1992, 1993, 1995, 1999, 2001, 2003, 2005, 2007, 2009, 2013) |
|         | Cameroun                         | 1972                   | (2007)                                                             |
|         | Centrafrique                     | 1968                   | (1974, 1987)                                                       |
|         | Côte d'Ivoire                    | 1968                   | (1981, 1985)                                                       |
|         | Égypte                           | 1962                   | (1962, 1964, 1970, 1975, 1983)                                     |
|         | Guinée                           | 1962                   | 4e (1962)                                                          |
|         | Mali                             | 1964                   | (1972)                                                             |
|         | Maroc                            | 1962                   | (1965)                                                             |
|         | Mozambique                       | 1981                   | 5e (1983)                                                          |
|         | Nigeria                          | 1972                   | (2015)                                                             |
|         | Ouganda                          | 2015                   | 15e (2015)                                                         |
|         | République démocratique du Congo | 1974                   | 4e (1975)                                                          |
|         | Rwanda                           | 2007                   | 9e (2009)                                                          |
|         | Sénégal                          | 1964                   | (1968, 1972, 1978, 1980, 1997)                                     |
|         | Tunisie                          | 1964                   | (2011)                                                             |

## Compétition

### Phase de groupe
Dans la première phase du tournoi, les seize équipes sont réparties en quatre groupes de quatre. Chaque équipe rencontre les trois adversaires de son groupe.

#### Groupe A (Radès)
| Groupe A |               |     |   |   |     |     |      |
|          | Équipe        | Pts | G | P | PP  | PC  | Diff |
| 1        | Nigeria       | 5   | 2 | 1 | 245 | 227 | +18  |
| 2        | RD Congo      | 5   | 2 | 1 | 246 | 224 | +22  |
| 3        | Mali          | 5   | 2 | 1 | 246 | 235 | +11  |
| 4        | Côte d'Ivoire | 3   | 0 | 3 | 200 | 251 | -51  |

| 8 septembre  | Nigeria       | 78 | 77   | Côte d'Ivoire |
| 8 septembre  | RD Congo      | 82 | 87ap | Mali          |
| 9 septembre  | Mali          | 67 | 90   | Nigeria       |
| 9 septembre  | Côte d'Ivoire | 60 | 81   | RD Congo      |
| 10 septembre | Nigeria       | 77 | 83   | RD Congo      |
| 10 septembre | Mali          | 92 | 63   | Côte d'Ivoire |

#### Groupe B (Dakar)
| Groupe B |              |     |   |   |     |     |      |
|          | Équipe       | Pts | G | P | PP  | PC  | Diff |
| 1        | Maroc        | 6   | 3 | 0 | 215 | 189 | +26  |
| 2        | Angola       | 5   | 2 | 1 | 213 | 193 | +20  |
| 3        | Centrafrique | 4   | 1 | 2 | 167 | 196 | -29  |
| 4        | Ouganda      | 3   | 0 | 3 | 213 | 230 | -17  |

| 8 septembre  | Angola       | 94ap | 89 | Ouganda      |
| 8 septembre  | Centrafrique | 66   | 76 | Maroc        |
| 9 septembre  | Maroc        | 60   | 53 | Angola       |
| 9 septembre  | Ouganda      | 54   | 57 | Centrafrique |
| 10 septembre | Angola       | 66   | 44 | Centrafrique |
| 10 septembre | Maroc        | 79   | 70 | Ouganda      |

#### Groupe C (Radès)
| Groupe C |          |     |   |   |     |     |      |
|          | Équipe   | Pts | G | P | PP  | PC  | Diff |
| 1        | Tunisie  | 6   | 3 | 0 | 210 | 170 | +40  |
| 2        | Cameroun | 5   | 2 | 1 | 228 | 199 | +27  |
| 3        | Rwanda   | 4   | 1 | 2 | 212 | 214 | -2   |
| 4        | Guinée   | 3   | 0 | 3 | 168 | 235 | -67  |

| 8 septembre  | Tunisie  | 68 | 51 | Cameroun |
| 8 septembre  | Guinée   | 55 | 75 | Rwanda   |
| 9 septembre  | Rwanda   | 60 | 78 | Tunisie  |
| 9 septembre  | Cameroun | 96 | 54 | Guinée   |
| 10 septembre | Tunisie  | 64 | 59 | Guinée   |
| 10 septembre | Rwanda   | 77 | 81 | Cameroun |

#### Groupe D (Dakar)
| Groupe D |                |     |   |   |     |     |      |
|          | Équipe         | Pts | G | P | PP  | PC  | Diff |
| 1        | Sénégal        | 6   | 3 | 0 | 250 | 145 | +105 |
| 2        | Égypte         | 5   | 2 | 1 | 197 | 185 | +8   |
| 3        | Mozambique     | 4   | 1 | 2 | 163 | 216 | -53  |
| 4        | Afrique du Sud | 3   | 0 | 3 | 156 | 220 | -64  |

| 8 septembre  | Sénégal        | 83 | 44 | Afrique du Sud |
| 8 septembre  | Mozambique     | 47 | 75 | Égypte         |
| 9 septembre  | Égypte         | 52 | 87 | Sénégal        |
| 9 septembre  | Afrique du Sud | 61 | 67 | Mozambique     |
| 10 septembre | Sénégal        | 80 | 49 | Mozambique     |
| 10 septembre | Égypte         | 70 | 51 | Afrique du Sud |

### Tableau final
|  | Quarts de finale                | Quarts de finale                |                   |                   | Demi-finales                    | Demi-finales                    |    |  | Finale                          | Finale                          |
|  | Quarts de finale                | Quarts de finale                |                   |                   | Demi-finales                    | Demi-finales                    |    |  | Finale                          | Finale                          |
|  |                                 |                                 |                   |                   |                                 |                                 |    |  |                                 |                                 |
|  | 14 septembre 2017 (15h30) GMT+1 | 14 septembre 2017 (15h30) GMT+1 |                   |                   | 15 septembre 2017 (20h30) GMT+1 | 15 septembre 2017 (20h30) GMT+1 |    |  | 16 septembre 2017 (18h00) GMT+1 | 16 septembre 2017 (18h00) GMT+1 |
|  | 14 septembre 2017 (15h30) GMT+1 | 14 septembre 2017 (15h30) GMT+1 |                   |                   | 15 septembre 2017 (20h30) GMT+1 | 15 septembre 2017 (20h30) GMT+1 |    |  | 16 septembre 2017 (18h00) GMT+1 | 16 septembre 2017 (18h00) GMT+1 |
|  | Nigeria                         | 106                             |                   |                   | 15 septembre 2017 (20h30) GMT+1 | 15 septembre 2017 (20h30) GMT+1 |    |  | 16 septembre 2017 (18h00) GMT+1 | 16 septembre 2017 (18h00) GMT+1 |
|  | Nigeria                         | 106                             |                   |                   | 15 septembre 2017 (20h30) GMT+1 | 15 septembre 2017 (20h30) GMT+1 |    |  | 16 septembre 2017 (18h00) GMT+1 | 16 septembre 2017 (18h00) GMT+1 |
|  | Cameroun                        | 91                              |                   |                   | 15 septembre 2017 (20h30) GMT+1 | 15 septembre 2017 (20h30) GMT+1 |    |  | 16 septembre 2017 (18h00) GMT+1 | 16 septembre 2017 (18h00) GMT+1 |
|  | Cameroun                        | 91                              | Nigeria           | 76                |                                 |                                 |    |  | 16 septembre 2017 (18h00) GMT+1 | 16 septembre 2017 (18h00) GMT+1 |
|  | 14 septembre 2017 (20h30) GMT+1 |                                 | Nigeria           | 76                |                                 |                                 |    |  | 16 septembre 2017 (18h00) GMT+1 | 16 septembre 2017 (18h00) GMT+1 |
|  |                                 | Sénégal                         | 71                |                   |                                 |                                 |    |  | 16 septembre 2017 (18h00) GMT+1 | 16 septembre 2017 (18h00) GMT+1 |
|  | Sénégal                         | Sénégal                         | 71                | 66                |                                 |                                 |    |  | 16 septembre 2017 (18h00) GMT+1 | 16 septembre 2017 (18h00) GMT+1 |
|  | Sénégal                         |                                 |                   | 66                |                                 |                                 |    |  | 16 septembre 2017 (18h00) GMT+1 | 16 septembre 2017 (18h00) GMT+1 |
|  | Angola                          | 57                              |                   |                   |                                 |                                 |    |  | 16 septembre 2017 (18h00) GMT+1 | 16 septembre 2017 (18h00) GMT+1 |
|  | Angola                          | 57                              | Nigeria           | 65                |                                 |                                 |    |  |                                 |                                 |
|  | 14 septembre 2017 (13h00) GMT+1 |                                 | Nigeria           | 65                |                                 |                                 |    |  |                                 |                                 |
|  |                                 | Tunisie                         | 77                |                   |                                 |                                 |    |  |                                 |                                 |
|  | Maroc                           | Tunisie                         | 77                | 66                |                                 |                                 |    |  |                                 |                                 |
|  | Maroc                           | 15 septembre 2017 (18h00) GMT+1 |                   | 66                |                                 |                                 |    |  |                                 |                                 |
|  | Égypte                          | 62                              |                   |                   |                                 |                                 |    |  |                                 |                                 |
|  | Égypte                          | 62                              | Maroc             | 52                |                                 |                                 |    |  |                                 |                                 |
|  | 14 septembre 2017 (18h00) GMT+1 | 14 septembre 2017 (18h00) GMT+1 | Maroc             | 52                | Match pour la 3e place          | Match pour la 3e place          |    |  |                                 |                                 |
|  | 14 septembre 2017 (18h00) GMT+1 | 14 septembre 2017 (18h00) GMT+1 |                   | Tunisie           | Match pour la 3e place          | Match pour la 3e place          | 60 |  |                                 |                                 |
|  | Tunisie                         | 81                              | 16 septembre 2017 | 16 septembre 2017 |                                 |                                 | 60 |  |                                 |                                 |
|  | Tunisie                         | 81                              | 16 septembre 2017 | 16 septembre 2017 |                                 |                                 |    |  |                                 |                                 |
|  | RD Congo                        | 60                              |                   | Sénégal           | 73                              |                                 |    |  |                                 |                                 |
|  | RD Congo                        | 60                              |                   | Sénégal           | 73                              |                                 |    |  |                                 |                                 |
|  |                                 |                                 |                   |                   |                                 |                                 |    |  | Maroc                           | 62                              |
|  |                                 |                                 |                   |                   |                                 |                                 |    |  | Maroc                           | 62                              |

## Classement final
| Place              | Équipes        | V-D |
| ------------------ | -------------- | --- |
| Médaille d'or      | Tunisie        | 6–0 |
| Médaille d'argent  | Nigeria        | 4–2 |
| Médaille de bronze | Sénégal        | 5–1 |
| 4                  | Maroc          | 4–2 |
| 5                  | Cameroun       | 2–2 |
| 6                  | RD Congo       | 2–2 |
| 7                  | Angola         | 2–2 |
| 8                  | Égypte         | 2–2 |
| 9                  | Mali           | 2–1 |
| 10                 | Rwanda         | 1–2 |
| 11                 | Centrafrique   | 1–2 |
| 12                 | Mozambique     | 1–2 |
| 13                 | Ouganda        | 0–3 |
| 14                 | Côte d'Ivoire  | 0–3 |
| 15                 | Afrique du Sud | 0–3 |
| 16                 | Guinée         | 0–3 |

## Statistiques
| Joueur/Nationalité  | Points par match |
| ------------------- | ---------------- |
| Ike Diogu           | 22,0             |
| Ben Mbala (en)      | 21,8             |
| Ibrahim Djambo      | 17,0             |
| Mahamdaou Kanté     | 15,3             |
| Robinson Opong (en) | 15,3             |

| Joueur/Nationalité  | Rebonds par match |
| ------------------- | ----------------- |
| Makrem Ben Romdhane | 10,5              |
| Ben Mbala (en)      | 9,3               |
| Ike Diogu           | 8,7               |
| Boubacar Sidibé     | 8,3               |
| Jimmy Djimrabaye    | 7,3               |

| Joueur/Nationalité  | Passes décisives par match |
| ------------------- | -------------------------- |
| Ikenna Iroegbu (en) | 5,0                        |
| Myck Kabongo        | 4,8                        |
| Mickaël Toti        | 4,7                        |
| Clevin Hannah       | 4,3                        |
| Kenny Gasana (en)   | 4,0                        |

## Vainqueur
| Championnat d'Afrique masculin de basket-ball — Vainqueur 2017 |
| -------------------------------------------------------------- |
| Tunisie Deuxième titre                                         |

## Récompenses
Les récompenses individuelles sont les suivantes :
- Meilleur joueur :  Ike Diogu
- Meilleur arrière :  Ikenna Iroegbu
- Meilleur ailier :  Ike Diogu
- Meilleur pivot :  Gorgui Dieng
- Meilleur rebounder :  Makrem Ben Romdhane
- Équipe type :
  -  Ikenna Iroegbu
  -  Mourad El Mabrouk
  -  Ike Diogu
  -  Mohamed Hadidane
  -  Gorgui Dieng